# ITF La Bisbal d’Empordà
Das ITF La Bisbal d’Empordà (offiziell: Torneig Internacional de Tennis Femení Solgironès, vorher: Solgironès Open Catalunya) war ein Tennisturnier der ITF Women’s World Tennis Tour, das von 2016 bis 2022 in La Bisbal d’Empordà, Spanien, auf Sandplatz ausgetragen wurde. Seit 2023 finden an gleicher Stelle Turniere im Rahmen der WTA Challenger Series statt. 

## Siegerliste

### Einzel
| Jahr                      | Siegerin               | Finalgegnerin             | Ergebnis       |
| ------------------------- | ---------------------- | ------------------------- | -------------- |
| ↓ Kategorie: $10.000 ↓    |                        |                           |                |
| 2016                      | Renata Zarazúa         | Irene Burillo Escorihuela | 6:73, 6:1, 6:4 |
| ↓ Kategorie: $25.000 ↓    |                        |                           |                |
| 2017                      | Georgina García Pérez  | Estrella Cabeza Candela   | 6:2, 0:6, 6:4  |
| ↓ Kategorie: $25.000 +H ↓ |                        |                           |                |
| 2018                      | Kathinka von Deichmann | Sara Sorribes Tormo       | 6:3, 3:6, 6:3  |
| ↓ Kategorie: $60.000 +H ↓ |                        |                           |                |
| 2019                      | Wang Xiyu              | Dalma Gálfi               | 4:6, 6:3, 6:2  |
| 2020                      | abgesagt               | abgesagt                  | abgesagt       |
| 2021                      | Irina Chromatschowa    | Arantxa Rus               | 6:4, 1:6, 7:68 |
| 2022                      | Wang Xinyu             | Erika Andrejewa           | 3:6, 7:60, 6:0 |

### Doppel
| Jahr                      | Siegerinnen                                 | Finalgegnerinnen                     | Ergebnis         |
| ------------------------- | ------------------------------------------- | ------------------------------------ | ---------------- |
| ↓ Kategorie: $10.000 ↓    |                                             |                                      |                  |
| 2016                      | Irene Burillo Escorihuela Xenija Scharifowa | Anđela Novčić Natasha Piludu         | 7:5, 6:4         |
| ↓ Kategorie: $25.000 ↓    |                                             |                                      |                  |
| 2017                      | Olessja Perwuschina Walerija Strachowa      | Jaqueline Cristian Renata Zarazúa    | 7:5, 6:2         |
| ↓ Kategorie: $25.000 +H ↓ |                                             |                                      |                  |
| 2018                      | Jamie Loeb Ana Sofía Sánchez                | Yvonne Cavalle-Reimers Chiara Scholl | 6:3, 6:2         |
| ↓ Kategorie: $60.000 +H ↓ |                                             |                                      |                  |
| 2019                      | Arina Rodionova Storm Sanders               | Dalma Gálfi Georgina García Pérez    | 6:4, 6:4         |
| 2020                      | abgesagt                                    | abgesagt                             | abgesagt         |
| 2021                      | Walentina Iwachnenko Andreea Prisăcariu     | Mona Barthel Mandy Minella           | 6:3, 6:1         |
| 2022                      | Victoria Jiménez Kasintseva Renata Zarazúa  | Alicia Barnett Olivia Nicholls       | 6:4, 2:6, [10:8] |

## Quelle
- ITF Homepage